# 역평
역평(酈平, ? ~ 기원전 122년)은 전한 중기의 제후로, 고제의 모사 역이기의 증손이다.

## 생애
아버지 역발의 뒤를 이어 고량후(高梁侯)에 봉해졌다.
원수 원년(기원전 122년), 조서를 날조하여 형산왕으로부터 금 100근을 갈취한 죄로 기시에 처하게 되었다. 역평은 스스로 목숨을 끊었고, 봉국은 폐지되었다. 《사기》 권18에는 이 일이 아버지 역발의 일인 것으로 기록되어 있으나, 이는 역평이 누락된 채 행적만 기록된 것이다.

## 출전
- 사마천, 《사기》 권97 역생육고열전
- 반고, 《한서》 권16 고혜고후문공신표

| 선대 아버지 역발 | 전한의 고량후 ? ~ 기원전 122년 | 후대 (봉국 폐지) |